# Hemilea araliae
Hemilea araliae är en tvåvingeart som beskrevs av Malloch 1939. Hemilea araliae ingår i släktet Hemilea och familjen borrflugor. Inga underarter finns listade i Catalogue of Life.